# Kobieta w Berlinie
Kobieta w Berlinie (niem. Anonyma – Eine Frau in Berlin, 2008) – niemiecki dramat wojenny w reżyserii Maxa Färberböcka. Film opowiada o doświadczeniach kobiet w ostatnich dniach wojny podczas zdobywania Berlina przez żołnierzy Armii Czerwonej, szczególnie o gwałtach wojennych. Premiera w Niemczech miała miejsce 23 października 2008, polska premiera odbyła się 8 maja 2009.
Scenariusz filmu powstał na podstawie wydanej anonimowo w latach 50. autobiograficznej książki niemieckiej dziennikarki Marty Hillers Eine Frau in Berlin (wyd. pol.: Anonyma, Kobieta w Berlinie, Warszawa 2009). Muzykę do filmu skomponował Zbigniew Preisner. Zdjęcia plenerowe kręcono we Wrocławiu i Legnicy.
Film otrzymał dwie nominacje do Niemieckiej Nagrody Filmowej (Deutscher Filmpreis): za najlepszy dźwięk oraz za najlepszą drugoplanową rolę kobiecą dla Irm Hermann. Reżyser zdobył nagrodę na MFF w Santa Barbara za najlepszy film zagraniczny.

## Obsada
- Nina Hoss jako Anonyma
- Jewgienij Sidichin jako mjr Andriej Rybkin
- Irm Hermann jako wdowa
- Rüdiger Vogler jako Eckhart
- Ulrike Krumbiegel jako Ilse Hoch
- Rolf Kanies jako Friedrich Hoch
- Jördis Triebel jako Bärbel Malthaus
- Roman Gribkow jako Anatol
- Juliane Köhler jako Elke
- Sandra Hüller jako Steffi
- Wiktor Żałsanow jako Mongoł
- Aleksandra Kulikowa jako Masza
- August Diehl jako Gerd

i inni